# Método iterativo
Em matemática computacional, um método iterativo é um procedimento que gera uma sequência de soluções aproximadas que vão melhorando conforme iterações são executadas, e resolvem uma classe de problemas estabelecida. Uma implementação específica de um método iterativo, incluindo o critério para a parada é um algoritmo iterativo. Um método iterativo é considerado convergente se a sequência correspondente converge, dado uma tolerância inicial de aproximação. Uma análise rigorosa de convergência de um método iterativo geralmente é efetuada, no entanto, métodos iterativos baseados em heurísticas são comuns.
Alguns exemplos de métodos iterativos para a resolução de sistemas de equações lineares são: Método de Jacobi, Método de Gauss-Seidel, Método do gradiente conjugado.